# Basis und Überbau

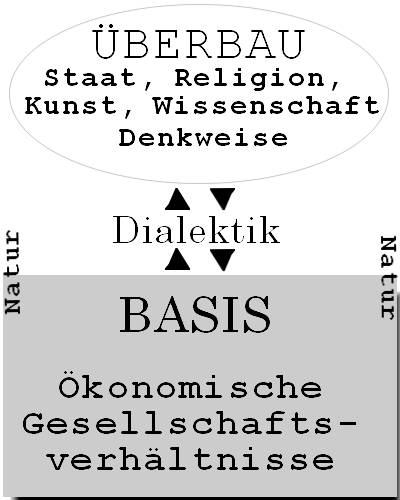
Basis-Überbau-Modell von Gesellschaftsformationen

Das Begriffspaar Basis und Überbau dient im Marxismus zur Unterscheidung der wirtschaftlichen Existenzgrundlage vom darauf aufbauenden und zurückwirkenden Staat einerseits und den herrschenden Vorstellungen einer Gesellschaft andererseits.

## Verwendung bei Marx und Engels
Karl Marx schreibt im Vorwort Zur Kritik der politischen Ökonomie von 1859:

„In der gesellschaftlichen Produktion ihres Lebens gehen die Menschen bestimmte notwendige von ihrem Willen unabhängige Verhältnisse ein, Produktionsverhältnisse, die einer bestimmten Entwicklungsstufe ihrer materiellen Produktivkräfte entsprechen. Die Gesamtheit dieser Produktionsverhältnisse bildet die ökonomische Struktur der Gesellschaft, die reale Basis, worauf sich ein juristischer und politischer Überbau erhebt, und welcher bestimmte gesellschaftliche Bewußtseinsformen entsprechen.“

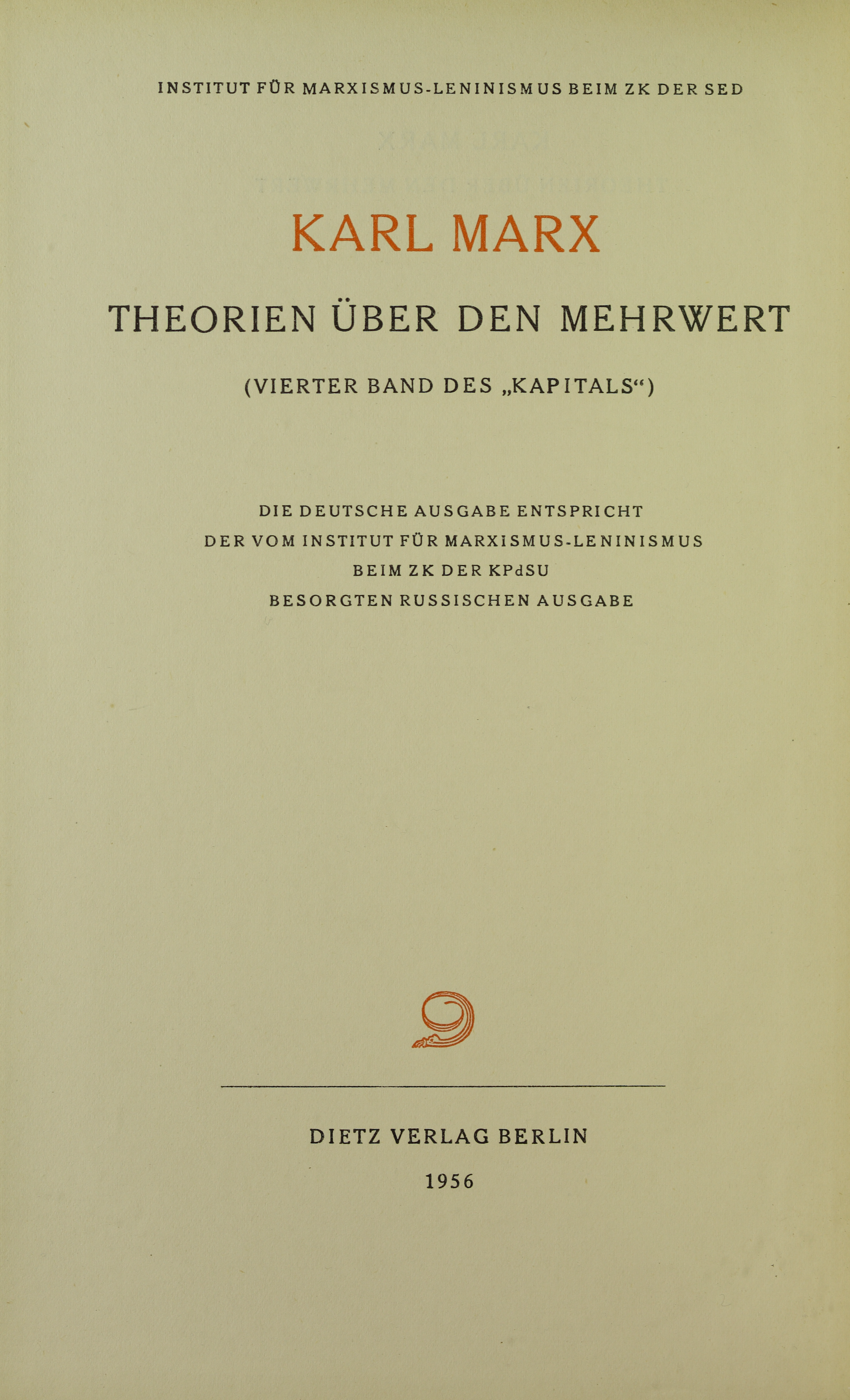
Karl Marx, Theorien über den Mehrwert, 1956

Während der Begriff der „ökonomischen Basis“ hier deutlich als „die Gesamtheit dieser Produktionsverhältnisse“ definiert ist (also den Entwicklungsstand der Produktivkräfte, die Produktionsweise und die Produktions- und Verkehrsverhältnisse umfasst), bleibt in diesem Zitat noch undeutlich, was genau unter dem „Überbau“ zu verstehen ist. Mit dieser Stelle inhaltlich übereinstimmend sagt er aber in Band I seiner Theorien über den Mehrwert (1862/63):

„Aus der bestimmten Form der materiellen Produktion ergibt sich eine bestimmte Gliederung der Gesellschaft – Nr. 1, zweitens ein bestimmtes Verhältnis der Menschen zur Natur. Ihr Staatswesen und ihre geistige Anschauung ist durch beides bestimmt. Also auch die Art ihrer geistigen Produktion.“

Der Begriff „Überbau“ bezeichnet demnach also den Staatsapparat und umfasst die rechtlichen und politischen Einrichtungen des Staates, während die politischen, religiösen, philosophischen und sonstigen Vorstellungsweisen der Menschen die „Bewußtseinsformen“ einer Gesellschaft bilden. Siehe Friedrich Engels 1878 in der Einleitung zum Anti-Dühring:

„[Es zeigte sich] daß also die jedesmalige ökonomische Struktur der Gesellschaft die reale Grundlage bildet, aus der der gesamte Überbau der rechtlichen und politischen Einrichtungen sowie der religiösen, philosophischen und sonstigen Vorstellungsweise eines jeden geschichtlichen Zeitabschnittes in letzter Instanz zu erklären sind.“

Es handelt sich daher beim Überbau und den Bewusstseinsformen um getrennte Erscheinungen, die aber auf einer Ebene liegen und beide auf der historisch bestimmten Art und Weise der materiellen Produktion der Gesellschaft beruhen. Diese Ansichten hatten Marx und Engels bereits 1845 in der erst 1932 vollständig veröffentlichten Schrift Die deutsche Ideologie formuliert:

„Die Vorstellungen, die sich diese Individuen machen, sind Vorstellungen entweder über ihr Verhältnis zur Natur oder über ihr Verhältnis untereinander, oder über ihre eigene Beschaffenheit. Es ist einleuchtend, dass in allen diesen Fällen diese Vorstellungen der – wirkliche oder illusorische – bewusste Ausdruck ihrer wirklichen Verhältnisse und Betätigung, ihrer Produktion, ihres Verkehrs, ihrer gesellschaftlichen und politischen Organisation sind.“

„Auch die Nebelbildungen im Gehirn der Menschen sind notwendige Sublimate ihres materiellen, empirisch konstatierbaren und an materielle Voraussetzungen geknüpften Lebensprozesses. Die Moral, Religion, Metaphysik und sonstige Ideologie und die ihnen entsprechenden Bewußtseinsformen behalten hiermit nicht länger den Schein der Selbständigkeit. Sie haben keine Geschichte, sie haben keine Entwicklung, sondern die ihre materielle Produktion und ihren materiellen Verkehr entwickelnden Menschen ändern mit dieser ihrer Wirklichkeit auch ihr Denken und die Produkte ihres Denkens. Nicht das Bewußtsein bestimmt das Leben, sondern das Leben bestimmt das Bewußtsein.“

## Unterschiedliche Deutung des Verhältnisses von Basis und Überbau
Innerhalb der marxistischen Theorie gibt es hierzu unterschiedliche Auslegungen. In der einen grundsätzlichen Auffassung bedingt und bestimmt die reale ökonomische Basis einer Gesellschaft letztlich ihren Überbau (nicht: „geistigen Überbau“, denn der „Überbau“ bezeichnet immer schon etwas „Geistiges“). Zwar wirkt der Überbau beispielsweise durch Erfindungen, technische Entwicklungen, Gesetzgebung etc. direkt auf die Basis zurück, doch diese setzt sich in letzter Instanz stets mit Notwendigkeit durch und bringt damit schlussendlich den Überbau einer Gesellschaft hervor.
Der Marxismus-Leninismus der realsozialistischen Länder war der Auffassung, dass sich in antagonistischen Gesellschaften zuerst die Basis einer neuen Gesellschaft im Schoß der alten entwickelt und danach der Überbau umgestürzt wird (Revolution), während beim Übergang zum Kommunismus zuerst ein neuer Überbau geschaffen werden muss, ehe sich eine neue Basis entwickeln kann. An diesem Punkt entzündet sich heute ein innermarxistischer Streit, bei dem diese Besonderheit der gesellschaftlichen Entwicklung von vielen für falsch angesehen wird.

Der britische Marxist Chris Harman stellte fest, dass es über das Begriffspaar „Basis“ und „Überbau“ einige Verwirrung gebe, die einigen Formulierungen von Marx selbst geschuldet sind. 
„Seitdem haben Marxisten über diese Äußerung gestritten. Was ist die ‚Basis‘? Was die Wirtschaft? Die Produktivkräfte? Technologie? Die Produktionsverhältnisse? Was umfasst der Überbau? Offensichtlich den Staat. Aber wie ist es mit Ideologie (und revolutionärer Theorie)? Mit der Familie? Mit dem Staat, wenn er Eigentümer der Industrie ist?“
In Abgrenzung vom Marxismus-Leninismus ebenso wie von der Schule Althussers und vom Kautskyanismus formuliert Harman:
„Die Unterscheidung zwischen Basis und Überbau ist keine zwischen einer Garnitur Einrichtungen und einer anderen, wobei sich auf der einen Seite ökonomische Einrichtungen und auf der anderen politische, juristische, ideologische und so weiter befinden. Sie ist eine Unterscheidung zwischen unmittelbar mit der Produktion verbundenen ‚Verhältnissen einerseits und denen‘, die nicht direkt mit der Produktion verbunden sind. Viele spezielle Einrichtungen gehören weder nur zu der einen noch der anderen Seite.“
Aber: 
„[…] einige Elemente der gesellschaftlichen Struktur [können], wenn sie erst einmal entstanden sind, die Entwicklung anderer hemmen. Das Alte steht im Widerspruch zu dem Neuen. Die alte Organisationsform des Staats entwickelt sich zum Beispiel aus den Erfordernissen der Ausbeutung zu einem bestimmten Zeitpunkt der Geschichte und hat fortgesetzte Auswirkungen auf die Produktion. Aber sie steht in Widerspruch zu den neuen Verhältnissen, die beständig mit der weiteren Entwicklung der Produktion aufkommen.“

## Die Basis revolutioniert den Überbau
Bereits in dem eingangs angeführten Zitat aus Zur Kritik der politischen Ökonomie gebraucht Marx außer „Basis – Überbau“ auch das Begriffspaar „Produktivkraft – Produktionsverhältnisse“. Am angegebenen Ort schreibt er etwas später genaueres zur Bedeutung dieses Verhältnisses für den Prozess der Umwälzung der gesellschaftlichen Ordnung:

„Auf einer gewissen Stufe ihrer Entwicklung geraten die materiellen Produktivkräfte der Gesellschaft in Widerspruch mit den vorhandenen Produktionsverhältnissen oder, was nur ein juristischer Ausdruck dafür ist, mit den Eigentumsverhältnissen, innerhalb deren sie sich bisher bewegt hatten. Aus Entwicklungsformen der Produktivkräfte schlagen diese Verhältnisse in Fesseln derselben um. Es tritt dann eine Epoche sozialer Revolution ein. Mit der Veränderung der ökonomischen Grundlage wälzt sich der ganze ungeheure Überbau langsamer oder rascher um.“

Unter den Produktivkräften ist nach dem obigen Zitat aus den Theorien über den Mehrwert allgemein das Verhältnis des Menschen zur Natur zu verstehen. Obwohl zu den materiellen Produktivkräften objektiv auch die Natur selbst gehört und sich auf einer gewissen Entwicklungsstufe der gesellschaftlichen Produktivkräfte auch ein Widerspruch zwischen der Natur und den Produktionsverhältnissen feststellen lässt (dessen Auswirkungen etwa in der sich entwickelnden Klimakatastrophe sichtbar sind), ist zweifelhaft, ob Marx hier auch die Natur mit unter die „materiellen Produktivkräfte“ zählt. Fest steht nur, dass er damit den Menschen und die Technik bezeichnet. Die Produktionsverhältnisse umfassen nach derselben Stelle die Gliederung der Gesellschaft. Diese Gliederung, das heißt die Gesellschaftsstruktur, wird aber durch den Staat repräsentiert, der den Notwendigkeiten der Produktion einen organisatorischen (politischen) und rechtlichen Rahmen gibt. Siehe dazu Marx und Engels in Die deutsche Ideologie (1845/46):

„Die gesellschaftliche Gliederung und der Staat gehen beständig aus dem Lebensprozess bestimmter Individuen hervor; aber dieser Individuen … wie sie wirklich sind, d. h. wie sie wirken, materiell produzieren, also wie sie unter bestimmten materiellen und von ihrer Willkür unabhängigen Schranken, Voraussetzungen und Bedingungen tätig sind.“

Stößt die Entwicklung der Technik oder des Menschen also auf ein Hindernis, das in der bestehenden Gesellschaftsordnung begründet ist, so zeigt sich dies zunächst in einer Ablehnung dieser Ordnung, die schließlich revolutionär überwunden wird. In Bezug auf die bürgerliche Revolution beschrieben Marx und Engels diese Gesetzmäßigkeit im Kommunistischen Manifest (1848) so:

„Die Produktions- und Verkehrsmittel, auf deren Grundlage sich die Bourgeoisie heranbildete, wurden in der feudalen Gesellschaft erzeugt. Auf einer gewissen Stufe der Entwicklung dieser Produktions- und Verkehrsmittel entsprachen die Verhältnisse, worin die feudale Gesellschaft produzierte und austauschte, die feudale Organisation der Agrikultur und Manufaktur, mit einem Wort die feudalen Eigentumsverhältnisse den schon entwickelten Produktivkräften nicht mehr. Sie hemmten die Produktion, statt sie zu fördern. Sie verwandelten sich in ebenso viele Fesseln. Sie mußten gesprengt werden, sie wurden gesprengt.“

Am selben Ort entwickelten sie aber auch, inwiefern die entstandene bürgerliche Gesellschaft selbst einen Widerspruch zwischen Produktivkräften und Produktionsverhältnissen produziert, der in der sozialen Revolution gelöst werden und dabei den Überbau (sowohl den Staat selbst als auch die Rechtsverhältnisse, insbesondere die Eigentumsverhältnisse) umwälzen soll:

„Der moderne Arbeiter dagegen, statt sich mit dem Fortschritt der Industrie zu heben, sinkt immer tiefer unter die Bedingungen seiner eigenen Klasse herab. Der Arbeiter wird zum Pauper, und der Pauperismus entwickelt sich noch rascher als Bevölkerung und Reichtum. Es tritt hiermit offen hervor, daß die Bourgeoisie unfähig ist, noch länger die herrschende Klasse der Gesellschaft zu bleiben und die Lebensbedingungen ihrer Klasse der Gesellschaft als regelndes Gesetz aufzuzwingen. Sie ist unfähig zu herrschen, weil sie unfähig ist, ihrem Sklaven die Existenz selbst innerhalb seiner Sklaverei zu sichern, weil sie gezwungen ist, ihn in eine Lage herabsinken zu lassen, wo sie ihn ernähren muß, statt von ihm ernährt zu werden. Die Gesellschaft kann nicht mehr unter ihr leben, d. h., ihr Leben ist nicht mehr verträglich mit der Gesellschaft.“

Und bereits 1844 schrieb Marx in seinen Ökonomisch-philosophischen Manuskripten über das kapitalistische Privateigentum, das in der sozialen Revolution aufgehoben werden soll, um die Entwicklung der Produktivkraft Mensch von ihren Fesseln zu befreien:

„Dies materielle, unmittelbar sinnliche Privateigentum ist der materielle sinnliche Ausdruck des entfremdeten menschlichen Lebens. … Die positive Aufhebung des Privateigentums, als die Aneignung des menschlichen Lebens, ist daher die positive Aufhebung aller Entfremdung, also die Rückkehr des Menschen aus Religion, Familie, Staat etc. in sein menschliches, d. h. gesellschaftliches Dasein. … Es versteht sich, daß die Bewegung bei den verschiedenen Völkern ihren ersten Beginn danach nimmt, ob das wahre anerkannte Leben des Volkes mehr im Bewußtsein oder in der äußeren Welt vor sich geht, mehr das ideelle oder reelle Leben ist.“

Zusammenfassend und vor einem schematisch-dogmatischen Gebrauch des Basis-Überbau-Modells warnend schreibt Friedrich Engels in seinem Brief an Joseph Bloch (1890):

„Nach materialistischer Geschichtsauffassung ist das in letzter Instanz bestimmende Moment in der Geschichte die Produktion und Reproduktion des wirklichen Lebens. Mehr hat weder Marx noch ich je behauptet. Wenn nun jemand das dahin verdreht, das ökonomische Moment sei das einzig bestimmende, so verwandelt er jenen Satz in eine nichtssagende, abstrakte, absurde Phrase. Die ökonomische Lage ist die Basis, aber die verschiedenen Momente des Überbaus – politische Formen des Klassenkampfs und seine Resultate – Verfassungen, nach gewonnener Schlacht durch die siegende Klasse festgestellt usw. – Rechtsformen, und nun gar die Reflexe aller dieser wirklichen Kämpfe im Gehirn der Beteiligten, politische, juristische, philosophische Theorien, religiöse Anschauungen und deren Weiterentwicklung zu Dogmensystemen, üben auch ihre Einwirkung auf den Verlauf der geschichtlichen Kämpfe aus und bestimmten in vielen Fällen vorwiegend deren Form.
Es ist eine Wechselwirkung aller dieser Momente, worin schließlich durch alle die unendliche Menge von Zufälligkeiten (d. h. von Dingen und Ereignissen, deren innerer Zusammenhang untereinander so entfernt oder so unnachweisbar ist, dass wir ihn als nicht vorhanden betrachten, vernachlässigen können) als Notwendiges die ökonomische Bewegung sich durchsetzt. […]
Wir machen unsere Geschichte selbst, aber erstens unter sehr bestimmten Voraussetzungen und Bedingungen. […] Zweitens aber macht sich die Geschichte so, dass das Endresultat stets aus den Konflikten vieler Einzelwissen hervorgeht, wovon jeder wieder durch eine Menge besonderer Lebensbedingungen zu dem gemacht wird, was er ist; es sind also unzählige einander durchkreuzende Kräfte, eine unendliche Gruppe von Kräfteparallelogrammen, daraus eine Resultante – das geschichtliche Ergebnis – hervorgeht, die selbst wieder als das Produkt einer, als Ganzes bewusstlos und willenlos wirkenden Macht angesehen werden kann.“

## Verflachung des Konzepts
Karl Kautskys Interpretation des Basis-Überbau-Konzepts sah vor, dass der Untergang des Privateigentums an den Produktionsmitteln gewiss sei. Diese Position prägte die Marxismus-Rezeption der Parteien der Zweiten Internationale. In der Sowjetunion wurde diese Lehre von Georgi Plechanow rezipiert und seit Ende der 1920er Jahre von Stalin übernommen. Für diesen legitimierte sie den Aufbau des Sozialismus in einem Lande, der unabhängig vom Stand des internationalen Klassenkampfes stattfinden könne. Diese Verflachung wurde von Marxisten wie von Nichtmarxisten häufig als ökonomistisch und deterministisch kritisiert.

## Kritik an der Monokausalität der Basis-Überbau-Beziehung
Allerdings hatte auch Plechanow die Rolle der „gesellschaftlichen Psychologie“ im Verhältnis von Basis und Überbau hervorgehoben, die sich teils aus der Ökonomie, teils durch die sozialpolitische Ordnung ergebe. Einerseits haben nach Plechanow alle Ideologien ihre Wurzeln in der Psychologie der betreffenden Epoche, andererseits habe die Psychologie auch eine antizipatorische Funktion; sie könne sich auf künftige Produktionsverhältnisse bereits vor deren hegemonialer Durchsetzung einstellen, gehe also der ökonomischen Revolution voran. Darin drückte sich die damalige Naherwartung der sozialistischen Revolution aus.
Antonio Gramsci hatte – beeinflusst von Antonio Labriolas Praxisphilosophie, die ein gewisses Primat des Handelns impliziert – in seinen erst spät rezipierten Gefängnisheften den Begriff des Überbaus deutlicher modifiziert. Die von ihm so genannte Superstruktur ist zweigeteilt in die Zivilgesellschaft mit Gewerkschaften, Erziehungssystem, Kirche, Medien usw. und die politische Gesellschaft mit dem Staat und seinen Körperschaften. Die herrschende Klasse übe ihre intellektuelle und moralische Hegemonie vor allem durch die Zivilgesellschaft aus, wo sie aufgrund ihres Prestiges spontanen Konsens finde. Nur im Ausnahmefall bediene sie sich bei der Herrschaftsausübung massiver Gewalt. So konnte das Ausbleiben einer Revolution im Faschismus erklärt werden. Formen der Hegemonie im Sinne Gramscis sind etwa der jahrzehntelang verbreitete Glaube an den American Dream, die sprachliche Dominanz der Kolonialstaaten über die Kolonisierten oder die unangetastete Vorherrschaft bestimmter Brands in der globalisierten Welt.
Louis Althusser griff Gramscis Zweiteilung der Superstruktur in seiner Unterscheidung zwischen repressiven und ideologischen Staatsapparaten auf. Damit löste er sich gänzlich von den alten Begriffsinhalten von Basis und Überbau. Er unterschied zwischen der theoretisch-wissenschaftlichen, politischen, ideologischen und ökonomischen Praxis, die sich in diesen Apparaten ungleich entwickelten. Die Konfiguration aller Praxisformen bildet demzufolge die jeweilige Gesellschaftsformation, wobei die ideologischen Staatsapparate wie Familie, Schule, Kirche und Medien zwischen Basis die Ideologie in den Subjekten reproduzieren und diese sich der Ideologie unterwerfen. Dies ist also nicht mehr nur ein Reflex der ökonomischen Basis, sondern materielle Praxis.
Ende der 1950er Jahre wandte sich auch die Neue Linke von dem starren Basis-Überbau-Schema ab und sprach von einer „Wechselwirkung“, wobei der revolutionäre Wille eine starke Rolle für die Veränderung der Verhältnisse spiele. Dafür sprachen z. B. die großen Unterschiede in der Häufigkeit von Streiks in Nord- und Süditalien. Strittig blieb jedoch, ob und wie die Linke durch ihr Handeln Einfluss auf den Staat als Element der Überbau nehmen könne. Nicos Poulantzas betrachtete den Staat nicht mehr als illusorische Verkörperung eines Gemeininteresses und damit als Bestandteil des politischen Überbaus bzw. als abzuschaffendes Instrument einer sozialen Klasse, wie das Ralph Miliband als „traditioneller“ Marxist annahm, sondern als ein relativ autonomes Feld des sozialen Kampfes, das nur allmählich transformiert werden könne.
Scott Lash argumentiert auf der Basis der Theorien funktionaler Differenzierung, dass Marx die funktionale Verselbstständigung des Überbaus und dessen Eigengesetzlichkeit nicht erkannt habe. Wenn der Überbau als vollständig fremdbestimmt durch die Basis gedacht werde, sei dies eine fundamentalistische Argumentation.
Die Soziologen Hans van der Loo und Willem van Reijen verwerfen die These, dass im Zuge der Modernisierung die materiellen Produktionsverhältnisse die kulturellen Sinngebungen dominieren oder determinieren würden, als monokausal. Auch die umgekehrte Hypothese, wonach eine neue Art zu denken zu einer Veränderung der materiellen Daseinsformen führe, sei irrig. Die verschiedenen Prozesse, welche die Modernisierung ausmachten, liefen vielmehr interdependent ab, es lasse sich keine globale Rangordnung in diesen Prozessen erkennen. Auch für Michel Foucault existierte keine gesellschaftliche Sphäre, die den anderen übergeordnet wäre.
Der Historiker Reinhart Koselleck bezeichnet die marxistische These, dass der Überbau abhängig von der Basis sei, ebenfalls als monokausal, gleichwohl stelle sie eine legitime Hypothese dar. Koselleck kritisiert jedoch sowohl marxistische als auch viele bürgerliche Historiker dafür, die Kategorie der Monokausalität in einer naiven Weise zu verwenden. Zudem wirft er marxistischen Historikern vor, ihre Behauptungen aufgrund von parteipolitischen Bindungen aufzustellen und sie nicht kritisch zu hinterfragen.

## Vorkapitalistische Gesellschaften
Der französische Anthropologe und Wirtschaftsethnologe Maurice Godelier kritisiert die Projektion des Modells auf frühe, wenig differenzierte menschliche Gesellschaften und weist Marx’ Bemerkung in der (1857 entworfenen, aber nicht gedruckten) Einleitung zur Kritik der Politischen Ökonomie zurück, wonach der Schlüssel für die Anatomie des Affen (dieser steht metaphorisch für sog. „primitive“ Gesellschaften) in der Anatomie des Menschen (metaphorisch für den Kapitalismus) zu finden sei, also die „bürgerliche Ökonomie den Schlüssel zur antiken liefere“: In den naturnahen oder Stammesgesellschaften könnten die nicht ökonomisch bedingten Verwandtschaftssysteme oder naturreligiösen Vorstellungen sowohl die Funktion der Basis als auch die des Überbaus übernehmen. Basis und Überbau seien in vorkapitalistischen Gesellschaften nicht anhand von Institutionen zu unterscheiden, sondern anhand der Funktionen, die sie erfüllen, wie z. B. die Regelung des Zugangs zu Ressourcen, die Verteilung der Menschen auf die verschiedenen Zweige der Arbeit und die Distribution der Produkte der Arbeit. Unser heutiges hochgradig differenziertes Gesellschaftssystem mit seinen spezialisierten Institutionen stelle demgegenüber eine Ausnahme dar. Hier seien die determinierenden Effekte eindeutiger von der Basis auf den Überbau gerichtet.